# حسن کاربخش
حسن کاربخش راوری، متولد ۱۳۳۸ کرمان، نویسنده، تهیه‌کننده و کارگردان ایرانی است.
وی پس از گذراندن دوره آموزش فیلمسازی در مرکز آموزش اسلامی، فعالیت سینمایی خود را آغاز کرد. سینمای حرفه‌ای را از سال ۱۳۶۲ با کارگردانی فیلم «دیار عاشقان» آغاز کرد.
او فارغ‌التحصیل برق از دانشگاه علم و صنعت است.
| نام فیلم                | کارگردان | نویسنده | تهیه‌کننده | طراح صحنه | فیلمبردار | طراح صحنه و لباس | طرح اولیه داستان | بازنویسی فیلمنامه | بازیگر | مدیر تولید |
| ----------------------- | -------- | ------- | --------- | --------- | --------- | ---------------- | ---------------- | ----------------- | ------ | ---------- |
| ترور (۱۳۷۶)             | آری      | آری     | آری       | نه        | آری       | آری              | نه               | نه                | نه     | نه         |
| لبنان عشق من (۱۳۷۴)     | آری      | آری     | آری       | نه        | نه        | نه               | نه               | نه                | نه     | نه         |
| پرواز از اردوگاه (۱۳۷۲) | آری      | نه      | نه        | نه        | نه        | نه               | نه               | نه                | نه     | نه         |
| عروس حلبچه (۱۳۶۹)       | آری      | نه      | نه        | آری       | نه        | نه               | نه               | نه                | نه     | نه         |
| زنجیرهای ابریشمی (۱۳۶۴) | آری      | آری     | نه        | نه        | نه        | نه               | نه               | نه                | نه     | نه         |
| دیار عاشقان (۱۳۶۲)      | آری      | آری     | نه        | نه        | نه        | نه               | نه               | نه                | نه     | نه         |
| الماس بنفش (۱۳۶۸)       | نه       | نه      | نه        | نه        | نه        | نه               | آری              | نه                | نه     | نه         |
| قناری (۱۳۸۲)            | نه       | نه      | نه        | نه        | نه        | آری              | نه               | نه                | نه     | نه         |
| پرواز از اردوگاه (۱۳۷۲) | آری      | نه      | نه        | نه        | نه        | نه               | نه               | آری               | نه     | نه         |
| بچه‌های طلاق (۱۳۶۸)      | آری      | نه      | نه        | نه        | نه        | نه               | نه               | نه                | آری    | نه         |
| ما ایستاده‌ایم (۱۳۶۳)    | آری      | نه      | نه        | نه        | نه        | نه               | نه               | نه                | نه     | آری        |